# تاماس ساندور
تاماس ساندور (بالمجرية: Sándor Tamás)‏ (20 يونيو 1974 بدبرتسن في المجر - ) هو مدرب كرة قدم ولاعب كرة قدم مجري في مركز الوسط، شارك في الألعاب الأولمبية الصيفية 1996. وشارك مع منتخب المجر لكرة القدم. أما مع النوادي، فقد لعب مع بيتار القدس وغنتشلربيرليغي ونادي تورينو ونادي دبرتسني.

## وصلات خارجية
- تاماس ساندور على موقع الاتحاد الدولي (مؤرشف)  (الإنجليزية)
- تاماس ساندور على موقع اتحاد تركيا (لاعب) (الإنجليزية)
- تاماس ساندور على موقع قاعدة بيانات كرة القدم.إي يو (الإنجليزية)
- تاماس ساندور على موقع ناشيونال فوتبول تيمز (الإنجليزية)
- تاماس ساندور على موقع أوليمبيديا (الإنجليزية)
- تاماس ساندور على موقع اللجنة الأولمبية المجرية (الهنغارية)